# Karesuando kyrka

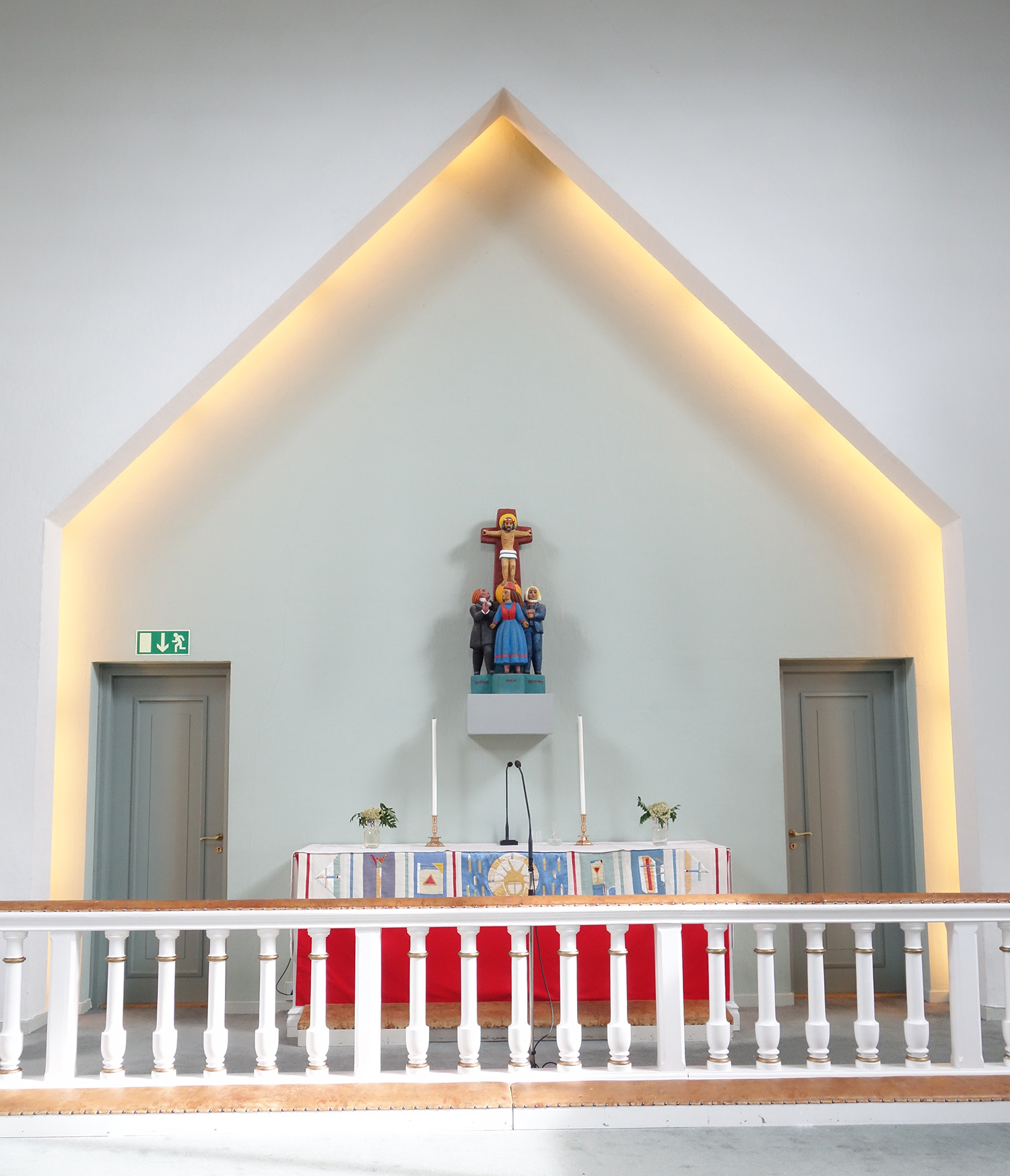
Altartavlan med en skulptur av Bror Hjorth, föreställande Lars Levi Læstadius, jungfru Maria samt Læstadius efterträdare Johan Raattamaa vid foten av Jesu kors.

Karesuando kyrka är en kyrkobyggnad i Karesuando och är Sveriges nordligaste kyrka. Den tillhör Karesuando församling i Luleå stift i Svenska kyrkan. Bara ett stenkast ifrån byggnaden ligger riksgränsen till Finland som utgörs av Muonioälven.

## Kyrkobyggnaden
Kyrkan är en träkyrka som byggdes 1905 för att ersätta den äldre kyrka som rivits samma år. Arkitekt var Gustaf Lindgren. Den 3 december 1905 invigdes kyrkan av Luleå stifts första biskop, Olof Bergqvist. En betydande ombyggnad genomfördes 1954 under ledning av Folke Löfström.

### Tidigare byggnader
Den första kyrkan i Karesuando var en träbyggnad som uppfördes 1813–1816. I denna kyrka var det som Lars Levi Læstadius predikade åren 1826–1849. Här utbröt 1845 den väckelse som bär sitt namn efter Læstadius.
Församlingen hade inte råd med nödvändigt underhåll så kyrkan fick förfalla så långt att det var lönlöst att renovera. 1905 revs därför kyrkan och ersattes av den nuvarande.

## Orgel
- Innan 1954 användes ett harmonium i kyrkan.
- Den nuvarande orgeln är byggd 1954 av Grönlunds Orgelbyggeri, Gammelstad och är en mekanisk orgel.

| Manual        | Pedal        | Koppel   |
| Salicional 8' | Gedackt 8'   | Man/Ped. |
| Rörflöjt 8'   | Nachthorn 2' |          |
| Principal 4'  | Sordun 16'   |          |
| Gedackt 4'    |              |          |
| Spetsflöjt 2' |              |          |
| Cymbel III    |              |          |

### Fotnoter
1. ↑  ”Karesuando kyrka”. Karesuando. Arkiverad från originalet den 4 mars 2016. https://web.archive.org/web/20160304062152/http://www.karesuando.se/kdo/turist/info-sv.htm. Läst 27 januari 2015.
2. ↑  ”Karesuando kyrka”. Svenska kyrkan. Arkiverad från originalet den 17 oktober 2015. https://web.archive.org/web/20151017094546/http://www.svenskakyrkan.se/plats?platsid=2928. Läst 27 januari 2015.
3. ↑  Johnny och Jörgen Bästa. ”Förste kyrkoherde”. Johnny och Jörgen Bästas genealogi. https://runeberg.org/hernosandh/2/0062.html. Läst 12 februari 2021.
4. ↑  Leonard Bygdén (1920-talet). ”Kyrkoherdar i Enontekis”. Bidrag till kännedomen om prästerskap och kyrkliga förhållanden till tiden omkring Luleå stifts utbrytning. https://runeberg.org/hernosandh/2/0062.html. Läst 12 februari 2021.